# Route nationale 594
Die N594 war von 1933 bis 1973 eine französische Nationalstraße, die zwischen Figeac und Rodez verlief. Ihre Länge betrug 63,5 Kilometer. 1973 wurde der Abschnitt zwischen Figeac und der Kreuzung mit der N662 bei Capdenac-Gare in N140 umnummeriert. Dieser ist seit 2006 abgestuft.